# 约瑟夫·帕纳切克
约瑟夫·帕纳切克（捷克語：Josef Panáček，1937年9月8日—2022年4月5日），捷克男子射击运动员。他曾代表捷克斯洛伐克参加1976年和1980年夏季奥林匹克运动会射击比赛，其中1976年奥运会获得一枚金牌。